# 張樹人
張樹人（英語：Anthony Shu-jen "Tony" Chang；1993年10月14日—），原名張上，男，祖籍山东临沂，生于辽宁沈阳，人權活動人士和时事评论员，現為澳洲公民。14歲時，因支持民進黨總統候選人謝長廷而被中華人民共和國警察逮捕，险以「煽動顛覆國家政權罪」入獄，後于澳洲申請政治庇護並獲得批准。

## 生平

### 早年生活
張樹人出生於中國遼寧省瀋陽市，原名張上，曾經常使用「張樹人」為網名在網路活動，在自由亞洲電台訪談中提到他來澳後將本名正式改作張樹人。
張樹人自幼患有學習障礙，但數學不錯，曾在七年級時曾獲得數學科年級第一名。2007年末，張樹人被所在初中選為交換學生，赴韓國全南大學校師範大學附設中學校參加交流訪問。
2008年初，張樹人返回中國大陸，當時正逢2008年中華民國總統選舉期間，張樹人在電線杆上貼上支持臺灣獨立運動的标语而被拘捕，险些被定以“煽动颠覆国家政权罪”关押少年管教所。獲釋後，据称仍然受到國保的持續監視和騷擾。
2012年中国反日示威活动期間，張樹人臥底于示威隊伍中秘密跟隨拍攝，視頻被日本網民大量瀏覽、轉載。

### 留學澳洲
2014年5月，張樹人離開中國大陆，前往澳大利亚留學。留學澳洲之後，張樹人參與許多民运相關活動，如聲援香港雨傘革命、呼籲更多華人關注西藏局勢、组织陆港台留学生見达赖喇嘛，穿着“习包子，大撒币”字样的T恤在中国领事馆声援被捕学生权平等。张树人亦参与一些访谈进行时事评论，谈论西藏、中国大陸人权、六四事件等。其称這些活動使其在中國大陸的家人經常受到中国国安的騷擾，甚至他本人也受到來自中國駐澳洲使領館的直接騷擾。除政治活动外，张树人亦有作为计算机研究人员讲解信息技术相关问题，如曾做客美国之音讲解WannaCry病毒。
張樹人在聲援雨傘革命期間，曾因在二十國集團布里斯本峰會時於中國共產黨中央委員會總書記習近平酒店外拉橫幅被澳洲警方下達禁制令，事後張樹人被英媒每日郵報採訪時稱澳洲民主倒退，該篇報導後被港台一些華文媒體翻譯轉載。該事件被媒體報導後，澳大利亚警方翌日解除兩人的禁制令。
张树人在获得澳大利亚政治庇护后，尝试持澳大利亚难民旅行证赴台受阻，而致信中華民國總統蔡英文，诉求简化无护照难民申请入台流程。
2016年国际人权日前夕，张树人和古懿、易松楠发起致中国共产党中央委员会总书记习近平公开信，要求“停止迫害并释放被捕的异见人士”，并将信寄往中南海，此公开信获得了38位中国留学生签名，后增加至40多位。公开信发起后，受到了中国大陆穆斯林网站“中穆网”转载，此行为导致中穆网遭到关闭，张树人之后就此事在法新社采访中称中华人民共和国政府尤其对新疆的穆斯林“不友善”。此信後遭到中南海拒收並退信。

## 政治主张
张树人作为年轻一代政治异见者，主张青少年会对民主运动起到很大作用，但亦表示目前中国大陆的青少年被中共洗脑严重，对身边来自中国的同龄人感到失望，认为以目前的情况中国大陆不大可能再出现由青年人发起的「六四」。另一方面，张树人亦认为中共害怕像自己这样的少数不被洗脑控制的年轻人威胁到其统治，因此对有这些独立思想的年轻人的打压越来越严重，然而这样的打压可能会反令更多年轻人开始对中共进行反思。
在西藏问题上，张树人反对中华人民共和国政府现行的西藏政策，如企图消灭西藏的语言和文化、破坏西藏的环境。张树人支持达赖喇嘛提出的“中间道路”方案，但同时不寄希望于政府能接受和实现“中间道路”。此外，张树人反对藏人自焚。

## 争议事件
2019年7月24日，張樹人參與昆士蘭大學聲援香港和新疆的示威，但其中一些言行引發爭議。根據異見作家余杰引述張樹人本人在臉書的說法，他在集會中有用中文和英文針對新疆再教育營問題進行演講，隨後其他示威者繼續演講，但當話筒交回示威組織者後，示威者們遭到了來自親中共的中國內地留學生反示威者襲擊，他自己亦有被潑飲料，及被罵「漢奸」、「賣國賊」。張樹人亦有在外媒採訪中表示，反示威者大約在中午12時對示威者進行包圍，最初並未對示威者說任何話或做出任何行為，但隨後示威組織者被一名反示威者搶話筒、毆打，激怒了示威者並引發衝突，並稱他們這些民主派示威者是在「無任何挑釁行為」（「without provocation」）的情況下遭受到親中共者的襲擊。張樹人亦稱親中共的反示威者為「小粉紅」，並認為他們對示威者的襲擊是受到中華人民共和國政府的指引，但在之後的媒體採訪中卻拿不出證據，昆士蘭大學的中國學生學者聯合會亦未對此進行回應。
根據《环球时报》报导，张树人在衝突發生後回擊親中共的反示威者時，有使用“支那猪滚出澳洲”、“支那猪小粉红”、“傻X”、“CNM”等争议性言语，并被形容为“一副流氓的丑陋姿态”，同时又被爆出他先前亦常在网上使用“蝗虫”、“支那猪”等词语辱骂中国人，甚至要求澳大利亚停止接纳除难民外的一切外來移民。《环球时报》总编辑胡锡进亦在其脱口秀节目《胡侃》中评价“澳大利亚把此人变得好变态”。而自由亚洲电台的報導中則顯示，張樹人亦有呼喊“打倒共产党”、「Free Hong Kong」等口號，並在采访中表示“支持反送中不等于支持‘港独’”、只是「维护在一国两制下的相应的权益」，但自己卻被誤認為「港獨」，並因此在社交媒体遭受语言攻击和网络暴力，甚至還遭到起底，並被公開容貌、Twitter賬號、學生證、護照、居民證、澳洲永久居民證明移民卡、結婚證書等個人資料，還被威脅將在布里斯本「永無寧日」。
其后，张树人又以“724活动的组织者”的身份高调出席了克莱夫·汉密尔顿关于中国政治渗透的讲座，并再度被《环球时报》点名批评。

## 外部連結
- 張樹人的Facebook專頁
- 張樹人的X（前Twitter）
- 張樹人的個人網誌